# Raión de Petrovski
Raión de Petrovski (en ucraniano: Петровський район) es un raión o distrito urbano de Ucrania, en la ciudad de Donetsk. 
Comprende una superficie de 57 km².

## Demografía
Según estimación 2010 contaba con una población total de 59700 habitantes.